# Lijst van beelden in Nieuwegein
Dit is een (onvolledige) chronologische lijst van beelden in Nieuwegein. Onder een beeld wordt hier verstaan elk driedimensionaal kunstwerk in de openbare ruimte van de Nederlandse gemeente Nieuwegein, waarbij beeld wordt gebruikt als verzamelbegrip voor sculpturen, standbeelden, installaties, gedenktekens en overige beeldhouwwerken.
Voor een volledig overzicht van de beschikbare afbeeldingen zie: Beelden in Nieuwegein op Wikimedia Commons.
| Geplaatst | Omschrijving                                                              | Kunstenaar                                     | Straat                                                                                                | Plaats              | Materiaal                  | Afbeelding |
| --------- | ------------------------------------------------------------------------- | ---------------------------------------------- | --- | ------------------- | -------------------------- | ---------- |
| 1949      | Monument voor de Gevallenen of Monument voor Jutphase Oorlogsslachtoffers | Albert Dresmé                                  | Nedereindseweg                                                                                        | Jutphaas/Nieuwegein | Kalksteen                  |            |
| 1969      | De Springbok                                                              | Max Reneman                                    | Prof.dr. Hesselaan                                                                                    | Nieuwegein          |                            |            |
| 1971      | De Kring                                                                  | Frans en Truus van der Veld                    | Werkmanlaan                                                                                           | Nieuwegein          | Beton                      |            |
| 1971      | De Kat                                                                    | Frans van der Veld                             | Plantsoen Zwanenburgstraat, hoek Prof. Dr. Ornsteinlaan                                               | Nieuwegein          |                            |            |
| 1972      | Pinguïns                                                                  | Pieter Starreveld                              | Emmaweg 13                                                                                            | Nieuwegein          |                            |            |
| 1975      | De Beugelaar                                                              | Tineke Bot                                     | Dorpsstraat                                                                                           | Nieuwegein          | Brons                      |            |
| 1976      | Spelende Kinderen                                                         | Willem Lenssinck                               | Zijgevel van Acaciastraat 37                                                                          | Nieuwegein          | Keramiek                   |            |
| 1977      | Stoeiende Kinderen                                                        | Jos Pirkner                                    | Kersegaarde 17                                                                                        | Nieuwegein          |                            |            |
| 1978      | Rollend Paard en Veulen                                                   | Gabriël Sterk                                  | Basisschool De Trompetvogel                                                                           | Nieuwegein          |                            |            |
| 1978      | De Steltlopers                                                            | Frans van der Veld                             | Heemraadsweide 9-11, Lucasschool                                                                      | Nieuwegein          | Brons                      |            |
| 1979      | Ruimtelijke Vorm                                                          | Rien Goené                                     | Graaf Dirklaan 2                                                                                      | Nieuwegein          |                            |            |
| 1979      | Actie                                                                     | Rien Goené                                     | Plein basisscholen Vroonestein en De Toonladder                                                       | Nieuwegein          | Brons                      |            |
| 1979      | De Touwtrekkers                                                           | Willem Lenssinck                               | Kastanjestraat 2, sportzaal De Sluis                                                                  | Nieuwegein          | Brons                      |            |
| 1984      | De Kubus                                                                  | Gerard Bruning                                 | Schouwstede                                                                                           | Nieuwegein          | Brons                      |            |
| 1985      | Under Pressure                                                            | Ben van Helden                                 | Park Kokkeboogaard                                                                                    | Nieuwegein          | Brons                      |            |
| 1985      | De Krul                                                                   | Frans en Marja de Boer Lichtveld               | Zuidstedeweg (Voorheen: Markt)                                                                        | Nieuwegein          |                            |            |
| 1987      | Naamloos                                                                  | Ben van Helden                                 | Kauwenhof                                                                                             | Nieuwegein          | Staalplastiek              |            |
| 1987      | De Naald                                                                  | Antonius Mijsbergh                             | Rapenburgerschans                                                                                     | Nieuwegein          | Gematteerd roestvast staal |            |
| 1987      | Peinzende Vrouw                                                           | Martine Vlieger                                | Raadhuisplein                                                                                         | Nieuwegein          |                            |            |
| 1987      | Knikkers                                                                  | Joke Sterk                                     | Veertunnel                                                                                            | Nieuwegein          | Reliëf in beton            |            |
| 1987      | Spelend Meisje en de Oude Man                                             | Bert Leenheer                                  | Rapenburgerschans                                                                                     | Nieuwegein          | Azobé                      |            |
| 1988      | De Poort                                                                  | Nout Visser                                    | Muntplein                                                                                             | Nieuwegein          | Graniet                    |            |
| 1991      | De Kelk                                                                   | Peter van der Berk                             | Plein Kerkveld                                                                                        | Jutphaas/Nieuwegein | Brons                      |            |
| 1992      | Zonder Titel                                                              | Jan-Hein Daniëls en Marcel van Vuuren          | Merwedekanaal                                                                                         | Nieuwegein          |                            |            |
| 1992      | Water en Vuur                                                             | Nicolas Dings                                  | Kruising Zavelhal en Vlietwal                                                                         | Nieuwegein          |                            |            |
| 1992      |                                                                           | Jos Kokke                                      | Batauweg en Wijkerslootweg                                                                            | Nieuwegein          |                            |            |
| 1994      | De Poort van Nieuwegein                                                   | Bas Maters                                     | Eiland bij A2                                                                                         | Nieuwegein          | Granito beton              |            |
| 1995      | De Dialoog                                                                | Marinus Boezem                                 | Park Oudegein                                                                                         | Nieuwegein          | Graniet                    |            |
| 1996      | Theater                                                                   | Kees Buckens                                   | Plantsoen Lohengrinhof                                                                                | Nieuwegein          | Graniet                    |            |
| 1997      | Paradise Lost                                                             | Hans van Bentem                                | Zwembad Merwestein                                                                                    | Nieuwegein          | Keramiek                   |            |
| 1999      | Quadratura Circuli                                                        | Riki Mijling                                   | Voor gevangenis De Liesbosch                                                                          | Nieuwegein          |                            |            |
| 1999      | Heilige Koe                                                               | Joris Baudoin                                  | Rembrandthage                                                                                         | Nieuwegein          |                            |            |
| 1999      | Mooi Weer                                                                 | Regina Verhagen                                | Buurthuis De Boog zie alleen deze naam in Utrecht Gambiadreef                                         | Nieuwegein          |                            |            |
| 2000      |                                                                           | Betty de Groot-Lahnstein en Jacqueline Tijssen | Prinses Beatrixsluis                                                                                  | Nieuwegein          |                            |            |
| 2000      | Zonder Titel (zeven bronzen beelden)                                      | Anne-Marie van Sprang                          | Stadspark Galecop                                                                                     | Nieuwegein          | Brons                      |            |
| 2001      | Veiligheid en Leefbaarheid                                                | Aart Lamberts                                  | Apolloburg                                                                                            | Nieuwegein          | Brons                      |            |
| 2003      | Zonder titel                                                              | Stanislaw Lewkowicz                            | In drie verkeersplateaus bij bushalte Middenweide, Batenburg, Heemraadsweide en rotonde Batauweg-Zuid | Nieuwegein          |                            |            |
| 2004      | Zonder titel                                                              | Peter van der Heijden                          | Op de patio basisscholen De Toonladder en Vroonestein                                                 | Nieuwegein          |                            |            |
| 2005      | Tussen vandaag en Morgen                                                  | Henk Visch                                     | Kinderbegraafplaats Noorderveld                                                                       | Nieuwegein          |                            |            |
| 2005      | Vertrouwen                                                                | Iris Le Rütte                                  | Groenhof                                                                                              | Nieuwegein          | Brons                      |            |
| 2005      | Jopie de Rode Reus                                                        | Atelier Van Lieshout                           | Buurtpark Galecopperzoom                                                                              | Nieuwegein          |                            |            |
| 2005/2006 | Eigen Kamer                                                               | Theo Schepens                                  | Buurtpark Galecopperzoom                                                                              | Nieuwegein          |                            |            |
| 2009      | City Island is gesloopt                                                   | Leonard van Munster                            | City Plaza                                                                                            | Nieuwegein          |                            |            |
| 2009      | Draakhek                                                                  | Carel Lanthers                                 | Galecopperzoom 2                                                                                      | Nieuwegein          |                            |            |
| 2012      | De Winner                                                                 | Floris Schoonderbeek                           | Heemraadsweide (vernieuwde Sporthal Waterlelie)                                                       | Nieuwegein          |                            |            |
| Onbekend  |                                                                           |                                                | Utrechtstestraatweg                                                                                   | Jutphaas/Nieuwegein |                            |            |
| Onbekend  |                                                                           |                                                | Utrechtstestraatweg                                                                                   | Jutphaas/Nieuwegein |                            |            |
| Onbekend  |                                                                           |                                                | Structuurbaan                                                                                         | Nieuwegein          |                            |            |
| Onbekend  |                                                                           |                                                | Einsteinbaan                                                                                          | Nieuwegein          |                            |            |